# Sam Neua
Sam Neua is een stad in het noordoosten van Laos, en tevens de hoofdstad van de provincie Khwaeng Hua Phan. De stad heeft een vliegveld en ligt in een vallei vlak bij de grens met Vietnam.